# Vinagre balsâmico

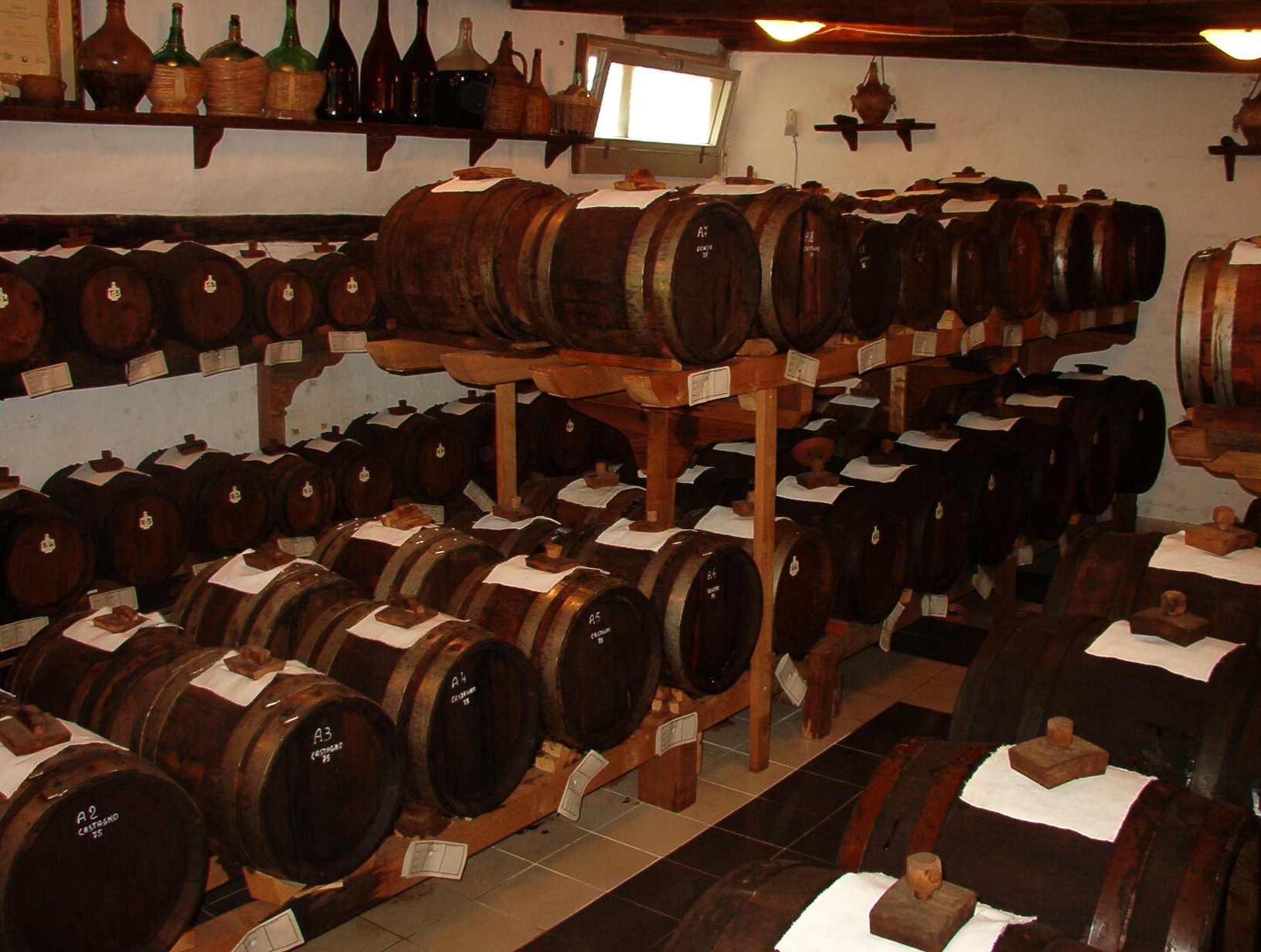
Barris de vinagre balsâmico

Vinagre balsâmico (italiano: aceto balsamico) é um condimento originário da Itália.
A receita tradicional do vinagre balsâmico é feita com a redução (cozimento) de suco de uvas e não é um vinagre comum, pois ele é produzido nas regiões de Modena e Reggio Emilia, Itália, desde a época medieval. O nome "Aceto Balsamico Tradizionale di Modena" ou "Aceto Balsamico Tradizionale di Reggio Emilia" é um produto protegido por denominação de origem controlada (DOC) e pela denominação de origem da União Europeia.
Ele é produzido com o suco das uvas brancas trebbiano que passam primeiro por um cozimento a fim de criar um tipo de concentrado que depois é fermentado com um lento processo de envelhecimento que vai concentrar os sabores.
O vinagre balsâmico tradicional é altamente apreciado por chefs e gourmets em todo o mundo. O sabor se intensifica ao longo de décadas, com o vinagre sendo mantido em tonéis de madeira fina, tornando-se doce, viscoso e muito concentrado. Durante este período, uma proporção evapora e é dito que esta é a "parte dos anjos", um termo também usado na produção de uísque escocês, vinho e outras bebidas alcoólicas. O produto envelhece por, no mínimo, 12 anos podendo passar até 25 anos no barril.